# Kvittenpastej

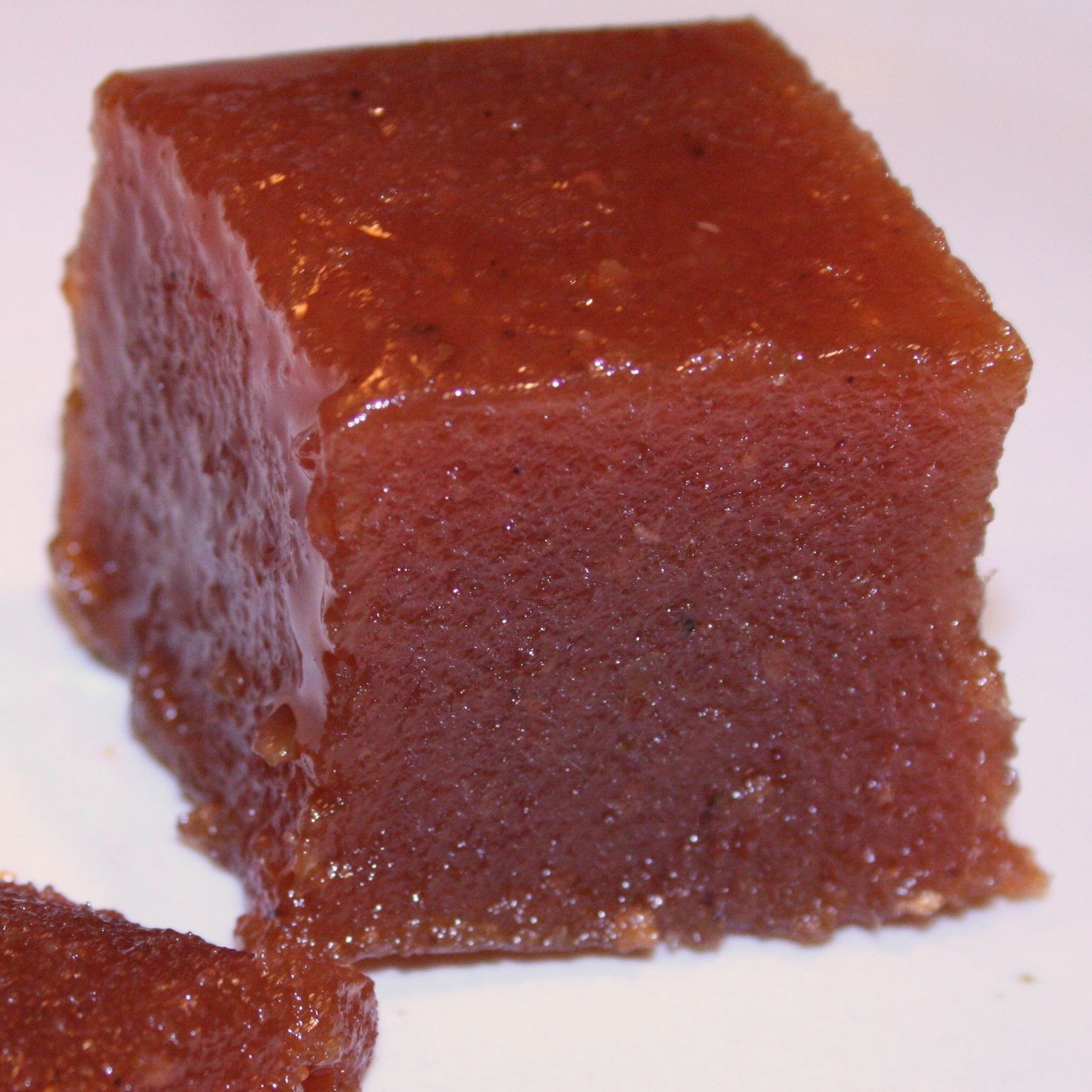
Kvittenpastej.

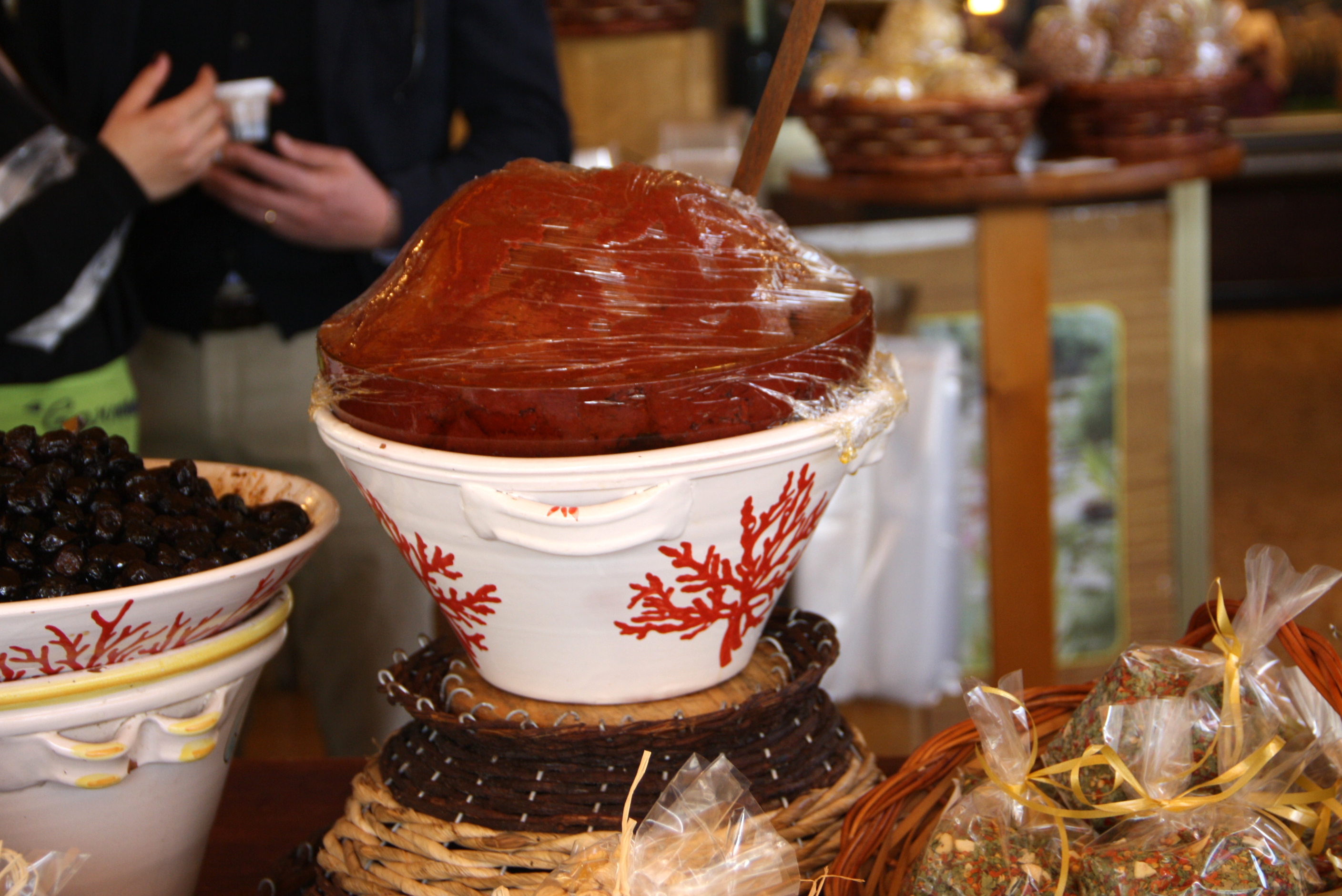
Framställd kvittenpastej (cotognata) på en marknad i Italien.

Kvittenpastej (portugisiska: marmelada; spanska: membrillo eller dulce de membrillo; engelska: quince-pie; Turkiska: Ayva Peltesi) är en sorts fast marmelad eller gelé gjord på kvitten som kokats tillsammans med socker.
Kvittenpastej antas vara den första formen av marmelad. Den förekommer ofta i länder som Spanien, Portugal och Turkiet men även i Sydamerika, bland annat i Brasilien. Den kom under 1400-talet från Portugal till Storbritannien, där den är känd som quince-pie ('kvittenpaj') eller quince cheese ('kvittenost').